# Centreville (Alabama)
Pour les articles homonymes, voir Centreville.
La ville de Centreville est le siège du comté de Bibb, dans l'État de l'Alabama, aux États-Unis. Au recensement de 2000, cette ville comptait 2 466 habitants.

## Démographie
| 1890 | 1900 | 1910 | 1920 | 1930 | 1940 | 1950  | 1960  |
| ---- | ---- | ---- | ---- | ---- | ---- | ----- | ----- |
| 239  | 422  | 730  | 793  | 791  | 893  | 1 160 | 1 981 |

| 1970  | 1980  | 1990  | 2000  | 2010  | - | - | - |
| ----- | ----- | ----- | ----- | ----- | - | - | - |
| 2 233 | 2 504 | 2 508 | 2 466 | 2 778 | - | - | - |

## Source
- (en) Cet article est partiellement ou en totalité issu de l’article de Wikipédia en anglais intitulé « Centreville, Alabama » (voir la liste des auteurs).